# N'Gouraba
N'Gouraba è un comune rurale del Mali facente parte del circondario di Kati, nella regione di Koulikoro.
Il comune è composto da 13 nuclei abitati:
- Bacoumana
- Bassian
- Bini
- Dianicoro
- Diban
- Dionon-Coblé
- Farissoumana
- Kinsika
- Koni
- Mogoyacoungo
- N'Gouraba
- Nioko
- Souni